# Gonolobus suberosus
Gonolobus suberosus är en oleanderväxtart som först beskrevs av Carl von Linné, och fick sitt nu gällande namn av Schult.. Gonolobus suberosus ingår i släktet Gonolobus och familjen oleanderväxter. Utöver nominatformen finns också underarten G. s. granulatus.